# Canton de Pont-de-Vaux
Le canton de Pont-de-Vaux est une ancienne division administrative française, située dans le département de l'Ain en région Auvergne-Rhône-Alpes.

## Géographie
Ce canton était organisé autour de Pont-de-Vaux dans l'arrondissement de Bourg-en-Bresse. Son altitude variait de 167 m  pour Reyssouze à 218 m pour Chavannes-sur-Reyssouze, avec une moyenne de 196 m.

## Histoire

Localisation du canton dans l'Ain avant 2015.

Conformément au décret du 13 février 2014, en application de la loi du 17 mai 2013 prévoyant le redécoupage des cantons français, le canton de Pont-de-Vaux disparaît à l'issue des élections départementales de mars 2015. Il est englobé dans le canton de Replonges.

## Représentation

### Conseillers généraux de 1833 à 2015
| Période | Période      | Identité                                       | Étiquette                        | Qualité                                                                                    |
| ------- | ------------ | ---------------------------------------------- | -------------------------------- | ------------------------------------------------------------------------------------------ |
| 1833    | 1841         | Pierre Louis André (1764-1847)                 |                                  | Propriétaire, juge de paix, maire de Pont-de-Vaux                                          |
| 1841    | 1861         | Anselme Piquet dit "Le Magnifique" (1793-1862) |                                  | Juge de paix et notaire à Pont-de-Vaux                                                     |
| 1861    | 1879 (décès) | Comte Léopold Le Hon                           | Majorité dynastique Centre droit | Maître des requêtes au Conseil d'État Député (1857-1870)                                   |
| 1879    | 1903 (décès) | Hippolyte Herbet                               | Républicain Progressiste         | Député (1889-1903) Médecin - Ancien maire de Pont-de-Vaux                                  |
| 1903    | 1919         | Jean Durhône                                   | Rad.                             | Pharmacien Maire de Pont-de-Vaux                                                           |
| 1919    | 1928         | Joseph Pillard                                 |                                  | Médecin à Pont-de-Vaux                                                                     |
| 1928    | 1940         | Charles-Jean Chanel (1882-1943)                | PRS                              | Ancien gouverneur de la Guyane française                                                   |
|         |              |                                                |                                  |                                                                                            |
| 1942    | 1945         | Jean Favier                                    |                                  | Président de la délégation spéciale de Pont-de-Vaux Nommé conseiller départemental en 1942 |
|         |              |                                                |                                  |                                                                                            |
| 1945    | 1972 (décès) | Joseph Brayard                                 | Rad.-MRG                         | Cultivateur - Maire de Reyssouze (1947-1972) Sénateur (1959-1971)                          |
| 1972    | 1976         | Michel Fontaine                                | MRG                              | Agriculteur Maire de Saint-Bénigne                                                         |
| 1976    | 1994         | Robert Tricaud (1927-2017)                     | UDF-CDS                          | Chauffeur Maire d'Arbigny                                                                  |
| 1994    | 2015         | Henri Guillermin                               | RPR puis UMP                     | Chef d'entreprise Maire de Gorrevod depuis 1995                                            |

### Conseillers d'arrondissement (de 1833 à 1940)
| Période                                  | Période      | Identité                                        | Étiquette   | Qualité |
| ---------------------------------------- | ------------ | ----------------------------------------------- | ----------- | --- |
| 1833                                     | 1842         | M. Puizat-Saunier                               |             | Propriétaire à Pont-de-Vaux                                                                                 |
| 1842                                     | 1845         | Jean Nicolas Maximilien de Grippière de Moncroc |             | Lieutenant-colonel en retraite, maire de Pont-de-Vaux                                                       |
| 1845                                     | 1848         | M. Gonet                                        |             | Inspecteur des douanes, Pont-de-Vaux                                                                        |
| 1848                                     | 1852         | Eugène Frédéric Herbet (1807-1884)              |             | Médecin à Pont-de-Vaux                                                                                      |
| 1852                                     | 1871         | M. de Grippière de Moncroc                      |             | Officier supérieur en retraite                                                                              |
| 1871                                     | 1877         | Joseph Arnaud fils                              |             | Banquier à Pont-de-Vaux                                                                                     |
| 1877                                     | 1901         | Benoit Grézaud                                  | Républicain | Négociant en fer, propriétaire, maire de Pont-de-Vaux                                                       |
| 1901                                     | 1905         | Joseph Girardin                                 |             | Président de la société scolaire, Pont-de-Vaux                                                              |
| 1905                                     | 1909 (décès) | Jean-Pierre Boyer (1843-1909)                   |             | Propriétaire, maire de Sermoyer                                                                             |
| 1909                                     | 1919         | Claude Robin                                    | Radical     | Maire de Chevroux                                                                                           |
| 1919                                     | 1923 (décès) | Marius Faure (1858-1923)                        |             | Négociant, adjoint au maire de Pont-de-Vaux                                                                 |
| 1923                                     | 1940         | Jean-Marie Penet (1860-1944)                    | Radical     | Agriculteur, conseiller municipal de Pont-de-Vaux                                                           |
| 1940                                     |              |                                                 |             | Les conseils d'arrondissement ont été suspendus par la loi du 12 octobre 1940 et n'ont jamais été réactivés |
| Les données manquantes sont à compléter. |              |                                                 |             | |

Source : Journal Le Courrier de l'Ain sur le site des archives départementales.

## Composition
Le canton de Pont-de-Vaux regroupait douze communes :
| Nom                         | Code Insee | Intercommunalité   | Population (dernière pop. légale) |
| --------------------------- | ---------- | ------------------ | --------------------------------- |
| Pont-de-Vaux (chef-lieu)    | 01305      | CC Bresse et Saône | 2 290 (2014)                      |
| Arbigny                     | 01016      | CC Bresse et Saône | 440 (2014)                        |
| Boissey                     | 01050      | CC Bresse et Saône | 323 (2014)                        |
| Boz                         | 01057      | CC Bresse et Saône | 512 (2014)                        |
| Chavannes-sur-Reyssouze     | 01094      | CC Bresse et Saône | 746 (2014)                        |
| Chevroux                    | 01102      | CC Bresse et Saône | 957 (2014)                        |
| Gorrevod                    | 01175      | CC Bresse et Saône | 842 (2014)                        |
| Ozan                        | 01284      | CC Bresse et Saône | 659 (2014)                        |
| Reyssouze                   | 01323      | CC Bresse et Saône | 965 (2014)                        |
| Saint-Bénigne               | 01337      | CC Bresse et Saône | 1 232 (2014)                      |
| Saint-Étienne-sur-Reyssouze | 01352      | CC Bresse et Saône | 563 (2014)                        |
| Sermoyer                    | 01402      | CC Bresse et Saône | 699 (2014)                        |

## Démographie
| 1962  | 1968  | 1975  | 1982  | 1990  | 1999  | 2006  | 2011  | 2012  |
| ----- | ----- | ----- | ----- | ----- | ----- | ----- | ----- | ----- |
| 7 510 | 7 202 | 6 990 | 7 066 | 7 286 | 7 625 | 8 843 | 9 829 | 9 992 |